# Côte française de Terre-Neuve
1713–1904
Entités précédentes :
- Terre-Neuve

Entités suivantes :
- Colonie de Terre-Neuve

La côte française de Terre-Neuve fut une concession du droit exclusif de pêche sur une partie importante du littoral de l’île de Terre-Neuve, le French Shore (ou Treaty Shore), reconnu par le traité d'Utrecht de 1713 entre la France et la Grande-Bretagne. 
La France abandonnera ce droit exclusif en 1904 contre des changements territoriaux en Afrique.

## Géographie

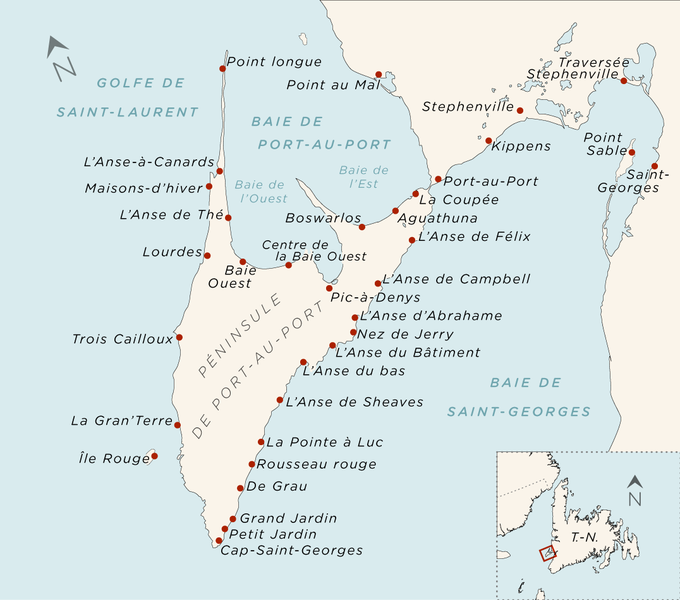
Carte de la péninsule de Port-au-Port.

Le littoral de la pêche française à Terre-Neuve longe les côtes terre-neuviennes depuis la ville de Bonavista sur la côte orientale de Terre-Neuve jusqu'au détroit de Belle-Isle au nord, face au Labrador et au Québec, puis s'oriente vers le sud jusqu'à Port-aux-Basques et Port-au-Port en passant par Port au Choix et le promontoire de Pointe Riche.

## Traité initial
Le traité de 1713 précise :

« Les Français y conservent dans sa plénitude, et tel qu’il est défini par les traités, le droit de pêcher, sécher et préparer le poisson, ainsi que celui de couper, partout ailleurs que dans les propriétés closes, le bois nécessaire pour leurs échafaudages, cabanes et bâtiments de pêche. »

Il ne s’agissait toutefois pas encore d’un droit exclusif, mais simplement concurrent, et les Français ne pouvaient alors s’installer que pendant la saison de pêche, au printemps et en été, sans pouvoir construire que des abris précaires qu'ils devaient abandonner lorsqu'ils retournaient en France à la fin de chaque saison.

## Traités ultérieurs
Le Traité de Paris de 1763 maintient les frontières délimitées par le précédent traité de 1713, et offre en plus les îles de Saint-Pierre-et-Miquelon à la France.

### Révision de 1783
L'expansion des colonies britanniques dans la baie de Notre-Dame étant devenue source de friction avec les pêcheurs français, la Grande-Bretagne et la France conviennent de déplacer vers l'ouest les limites du French Shore, qui de 1783 à 1904 s'étendra du cap St. John vers l'ouest, encerclant la Grande Péninsule du Nord vers le sud jusqu'à Cape Ray, et avec désormais un droit exclusif pour les Français durant la période saisonnière agréée et la possibilité d’y laisser des installations permanentes.

### Contestation de 1855 et cession de 1904
En 1855, Terre-Neuve se dote d'un gouvernement provincial et conteste à la France son utilisation exclusive de la côte terre-neuvienne. Après un demi-siècle de négociations, dans le cadre de l'Entente cordiale, la France cède par la convention anglo-française de 1904 la majeure partie de ses droits de pêche, sauf autour de Saint-Pierre et Miquelon. En échange d'une compensation financière, ainsi qu'en échange de concessions territoriales en Afrique de l'Ouest et du Centre, la France conserve un certain droit de pêche, mais ne peut construire d'installations à terre. Le Royaume-Uni finit par supprimer l'accès au French Shore en 1906[réf. nécessaire] et par imposer aux Français la pêche au banc (pêche de la morue verte, dite « pêche errante »).

## Toponymie
La toponymie des lieux garde le témoignage de ces presque deux siècles d'exclusivité de pêcherie française : les côtes, pointes, îlots, baies portent toujours des noms à consonances françaises.

## Pêche
La pêche concernait essentiellement la morue. Ce poisson, pêché depuis des siècles notamment par les marins portugais puis les Terre-neuvas, était séché sur les rivages de Terre-Neuve concédés aux Français.

## Galerie

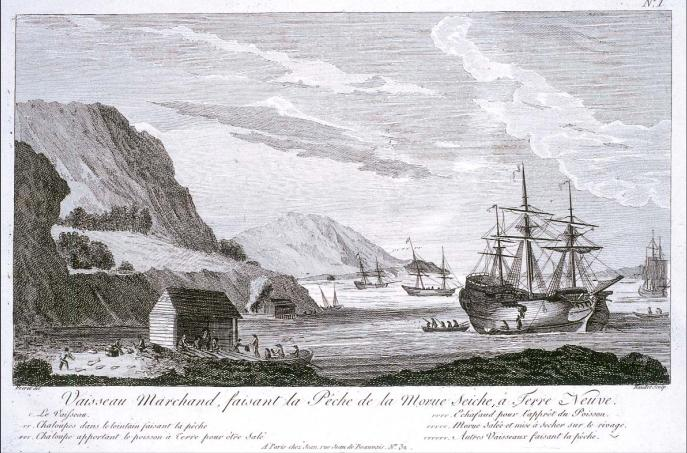
Vaisseau de pêche sur la côte française de Terre-Neuve en 1820.
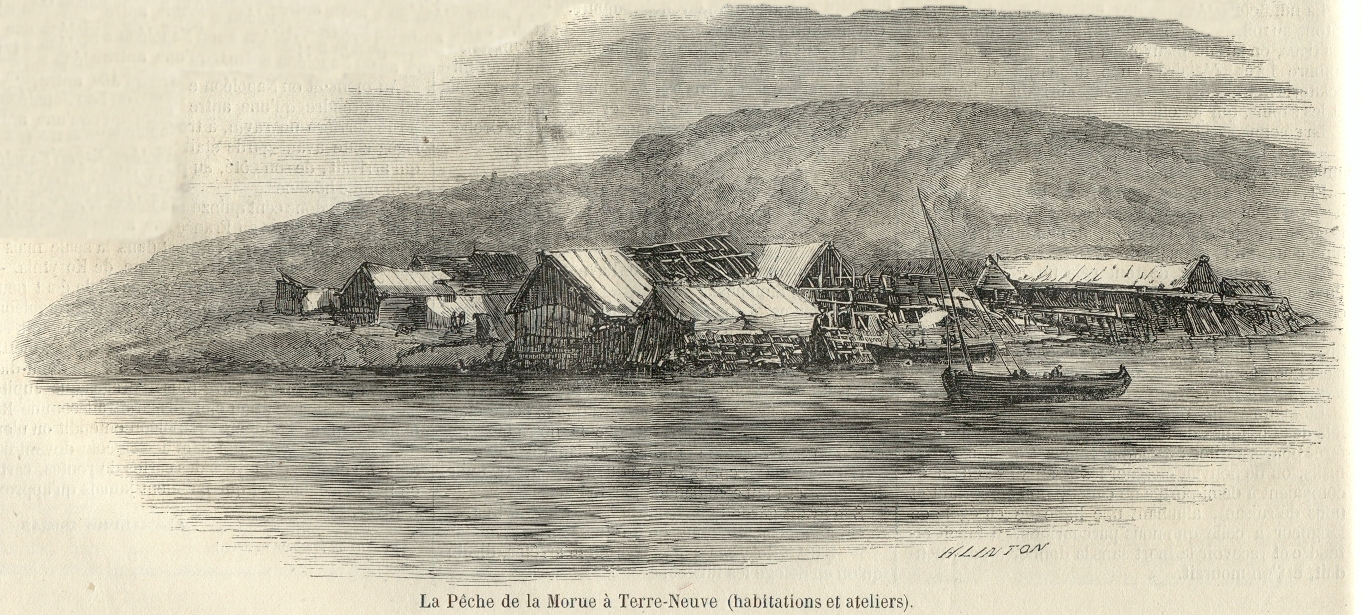
Ateliers et habitations de marins sur la côte française de Terre-Neuve.
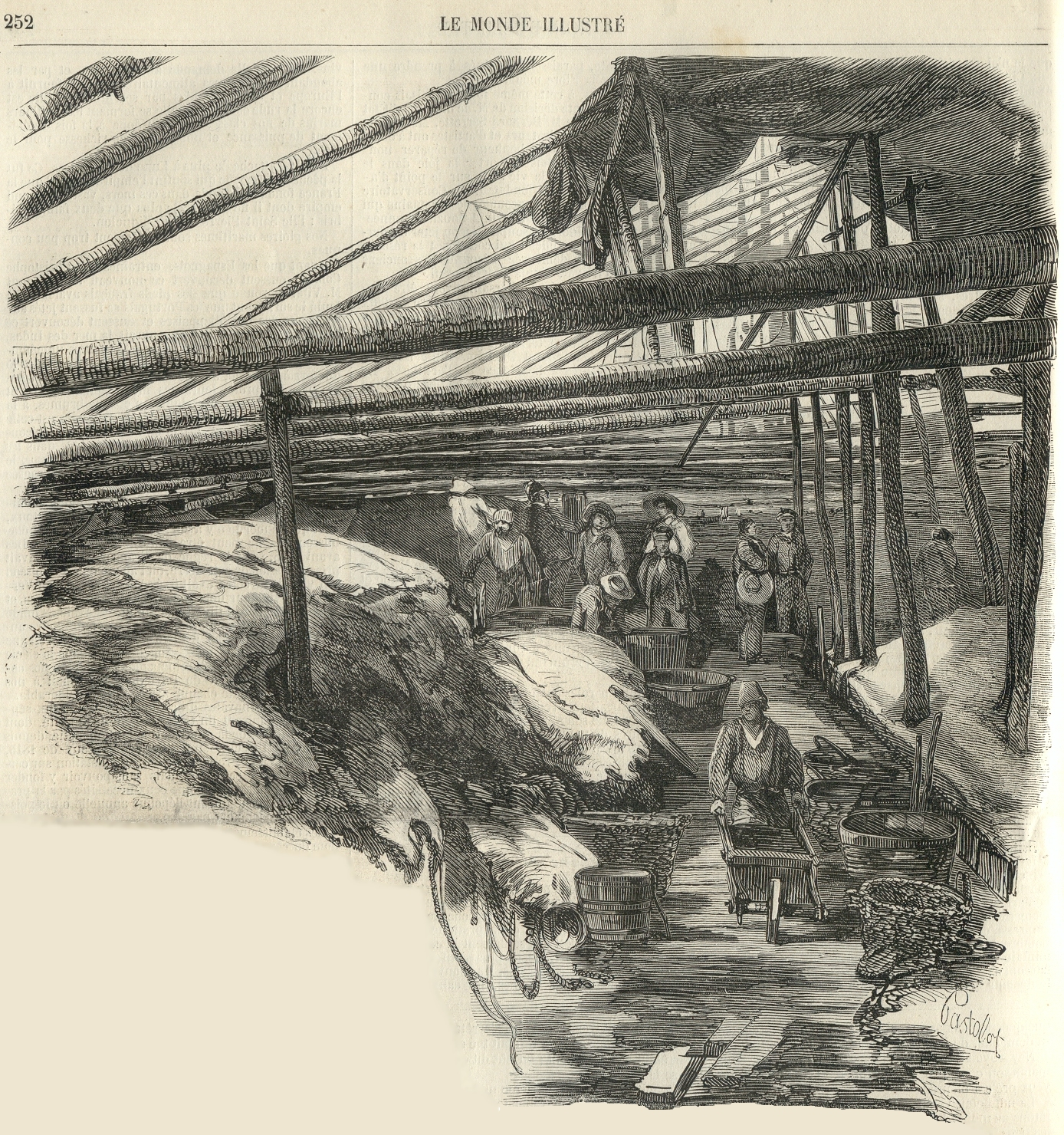
Pêche à la morue sur la côte française de Terre-Neuve.
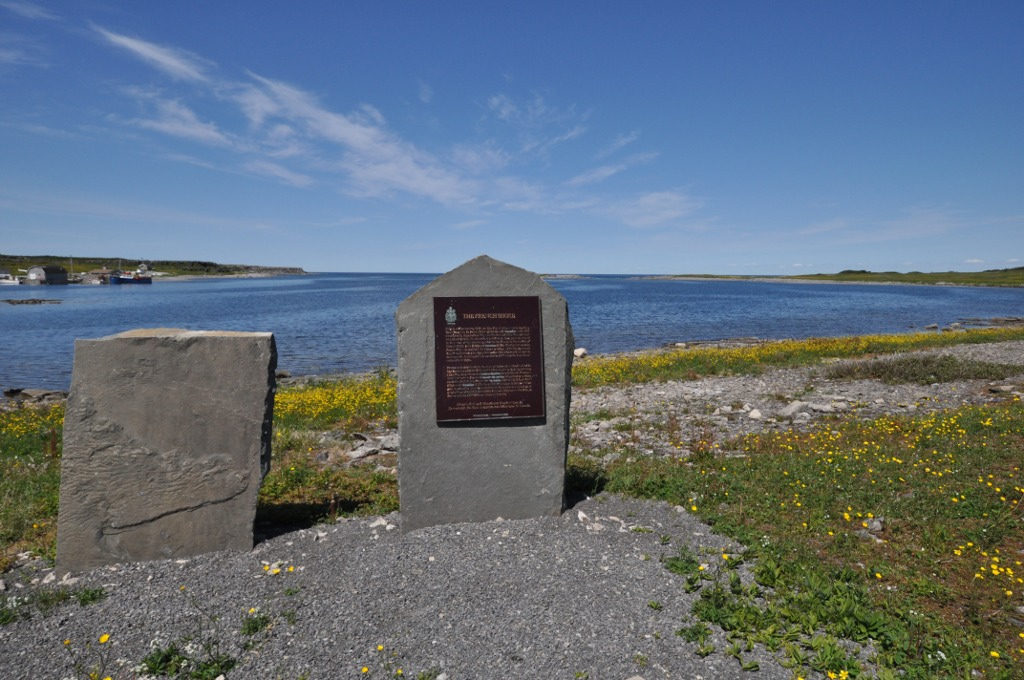
Plaque commémorative à Pointe Riche sur l'histoire de la côte française de Terre-Neuve